# Jagdfliegerführer 2
Jagdfliegerführer 2 var ett tyskt flygkommando tillhörande Luftwaffe under andra världskriget. Det sattes upp den 21 december 1939 i Dortmund. Staben flyttade till Wissant i juli 1940 för att leda jaktförbanden ur Luftflotte 2 mot England. I juni 1941 flyttade man till Le Touquet och upplöste i december 1943. 

## Storbritannien
Jagdfliegerführer 2 kontrollerade alla jaktförband tillhörande Luftflotte 2 under Slaget om Storbritannien.

### Organisation
Organisation den 13 augusti 1940
- Jagdgeschwader 3 Samer[förtydliga], (Oberstleutnant Viek)
  - I. Gruppe, Messerschmitt Bf 109, Colombert, Hptm. Hans von Hahn
  - II. Gruppe, Messerschmitt Bf 109, Samer, Hptm. Erich von Selle
  - III. Gruppe, Messerschmitt Bf 109, Desvres, Hptm. W. Kienitz
- Jagdgeschwader 26 Audembert,(Major Handrick)
  - I. Gruppe, Messerschmitt Bf 109, Audenbert, Hptm. K. Fischer
  - II. Gruppe, Messerschmitt Bf 109, Marquise, Hptm. K. Ebbighausen
  - III. Gruppe, Messerschmitt Bf 109, Caffiers, Major Adolf Galland
- Jagdgeschwader 51 Wissant, (Major Werner Mölders)
  - I. Gruppe, Messerschmitt Bf 109, Wissant, Hptm. Brustellin
  - II. Gruppe, Messerschmitt Bf 109, Wissant, Hptm. G. Matthes
  - III. Gruppe, Messerschmitt Bf 109, St.Omer[förtydliga], Major Hannes Trautloft
- Jagdgeschwader 52 Coquelles, (Major von Bernegg)
  - I. Gruppe, Messerschmitt Bf 109, Coquelles, Hptm. S. von Eschwege
  - II. Gruppe, Messerschmitt Bf 109, Peuplingues, Hptm. Von Kornatzki
- Jagdgeschwader 54 Campagne[förtydliga], (Major Mettig)
  - I. Gruppe, Messerschmitt Bf 109, Guînes, Hptm. Hubertus von Bonin
  - II. Gruppe, Messerschmitt Bf 109, Hermalinghen, Hptm. Winterer
  - III. Gruppe, Messerschmitt Bf 109, Guînes, Hptm. Ultsch
- Lehrgeschwader 2 Calais-Marck
  - I. Gruppe, Messerschmitt Bf 109, Calais-Marck, Major Hans Trubenbach
- Zerstörergeschwader 26 Lille, (Oberstleutnant Joachim-Friedrich Huth)
  - Stabschwarme, Messerschmitt Bf 110, Lille, Oberstleutnant Huth
  - I. Gruppe, Messerschmitt Bf 110, Yvrench, Hptm. Wilhelm Makrocki
  - II. Gruppe, Messerschmitt Bf 110, Crecy[förtydliga], Hptm. Ralph von Rettburg
  - III. Gruppe, Messerschmitt Bf 110, Barley[förtydliga], Hptm. Johann Schalk
- Zerstörergeschwader 76 Laval[förtydliga], (Major Walter Grabmann)
  - Stabschwarme, Messerschmitt Bf 110, Laval, Major Grabmann
  - II. Gruppe, Messerschmitt Bf 110, Abberville[förtydliga], Maj Erich Groth
  - III. Gruppe, Messerschmitt Bf 110, Laval, Hptm. Friedrich-Karl Dickoré

## Befälhavare
Befälhavare:
- Generalmajor Kurt-Bertram von Döring 21 december 1939
- Generalmajor Theo Osterkamp 1 december 1940
- Oberst Joachim-Friedrich Huth 1 augusti 1941
- Oberstleutnant Karl Vieck augusti 1942
- Major Josef Priller 11 januari 1943
- Johann Schalk September 1943